# Краснознаменський (Кур'їнський район)
Краснозна́менський (рос. Краснознаменский) — селище у складі Кур'їнського району Алтайського краю, Росія. Входить до складу Краснознаменської сільської ради.
У радянські часи та станом на 2002 рік селище Краснознаменський рахувалось як село Краснознаменка.

## Населення
Населення — 94 особи (2010; 162 у 2002).
Національний склад (станом на 2002 рік):
- росіяни — 94 %